# Vörösmarty utca (métro de Budapest)
Vörösmarty utca est une station du métro de Budapest. Elle est sur la  .

## Lieu remarquable à proximité
- Musée de la terreur
- Université germanophone Gyula Andrássy de Budapest
- Andrássy út